# Jurinea mollis
Espèce
Jurinea mollis est une espèce de plante à fleurs européenne de la famille des Asteraceae et du genre Jurinea.

## Description
Jurinea mollis est une plante vivace de 10 à 80 cm de hauteur (hémicryptophyte). Sa tige est velue comme une toile d'araignée et feuillue dans la partie inférieure. Elle n'a presque toujours qu'un seul capitule. Les feuilles sont profondément pennées, leur face supérieure est vert foncé et chauve.
Le capitule est parfumé et mesure 30 à 45 mm de diamètre. Les fruits mesurent 3 à 5 mm de long, deux fois plus longs que larges. Ils sont oblongs, froissés et carrément carrés en coupe transversale. Ils sont de forme pyramidale à l'envers. Les poils du pappus sont deux fois plus longs que le fruit. La période de floraison est mai, plus rarement avril et juin.
Le nombre de chromosomes est 2n = 34.

## Répartition
Jurinea mollis est présent en Europe centrale, dans le sud-est et l'est du continent. L'aire s'étend de l'Italie, l'Autriche et la République tchèque sur les Balkans à la Turquie, à l'est de la Biélorussie au sud de la Russie. Elle est absente du Caucase.
En Autriche, la plante est limitée à la zone pannonienne (Burgenland, Vienne, Basse-Autriche). Elle est présente dans les prairies sèches et les couloirs rocheux du niveau de la colline.

## Écologie
Jurinea mollis est une plante hôte de chenilles de Calyciphora xanthodactyla, Coleophora odorariella (en), Eupithecia graphata, Scrobipalpa brahmiella (en).